# Liste des tramways en Algérie
Pour un article plus général, voir Liste des tramways du monde.
La liste des réseaux de tramways de l'Algérie recense les réseaux en service, en construction et en projet .

## Tramways en service
- Tramway d'Alger, inauguré en 2011[1].

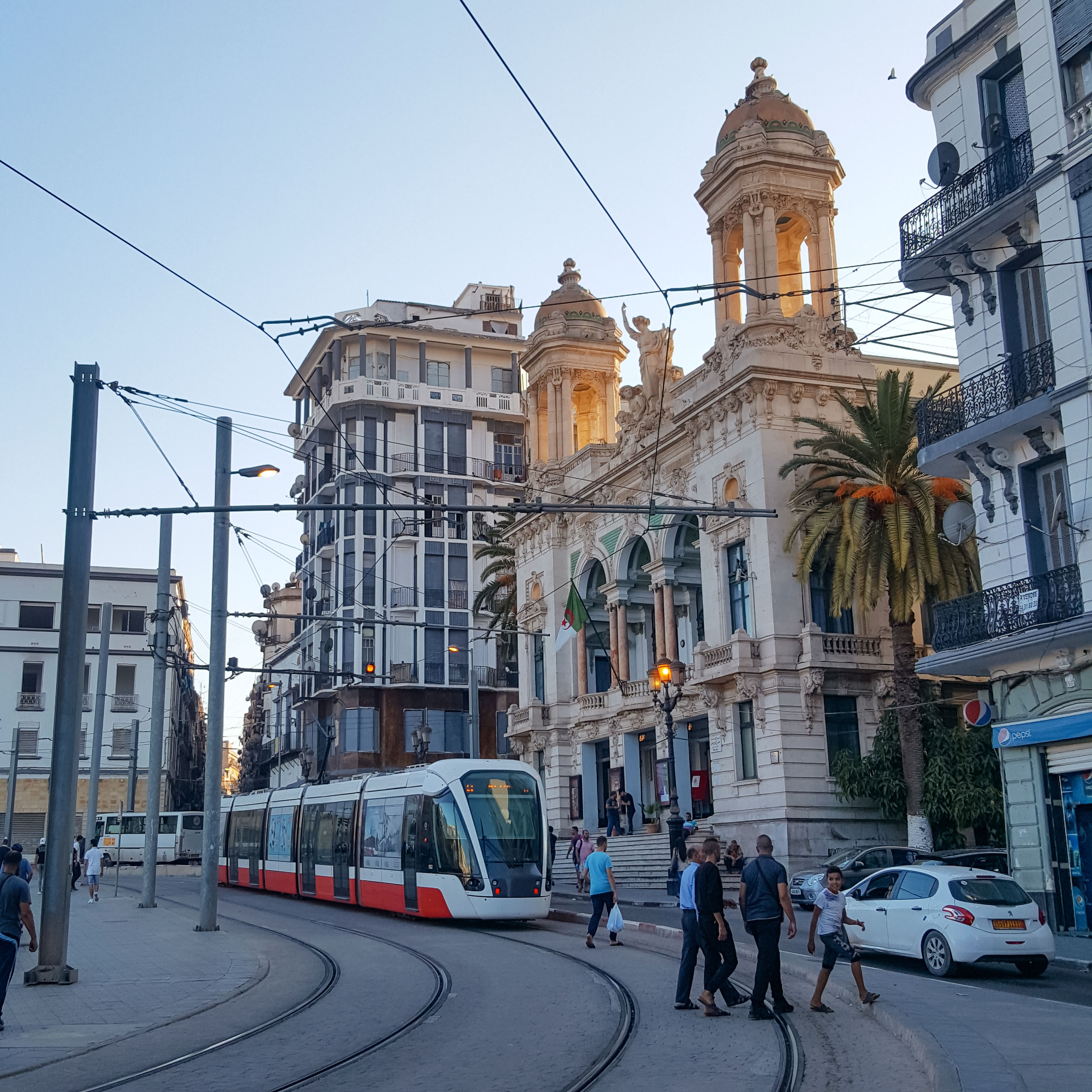
Rame du tramway d'Oran

- Tramway de Constantine, inauguré en 2013[2].
- Tramway d'Oran, inauguré en 2013[3].
- Tramway de Sidi Bel Abbès, inauguré en 2017[4].
- Tramway de Ouargla, inauguré en mars 2018[5].
- Tramway de Sétif, inauguré le 8 mai 2018.
- Tramway de Mostaganem inauguré le 18 février 2023[6].

## Tramways en projet
Selon, en particulier,  des sources initiales de 2010, des études de faisabilités ont été lancées pour la réalisation de tramways pour les villes de Béchar, Béjaïa, Biskra, Blida, Bouira , Chlef, Djelfa, Jijel, Mascara, M'Sila, Relizane, Skikda,   Souk-Ahras, Tébessa, Tiaret et Tlemcen.
- Tramway d'Annaba, projet lancé en 2015, puis suspendu en 2020.
- Tramway de Batna, lancement des travaux fin 2015, gel du projet en 2020 en raison de la situation économique du pays[8].